# Wang Lin (Wang Mang)

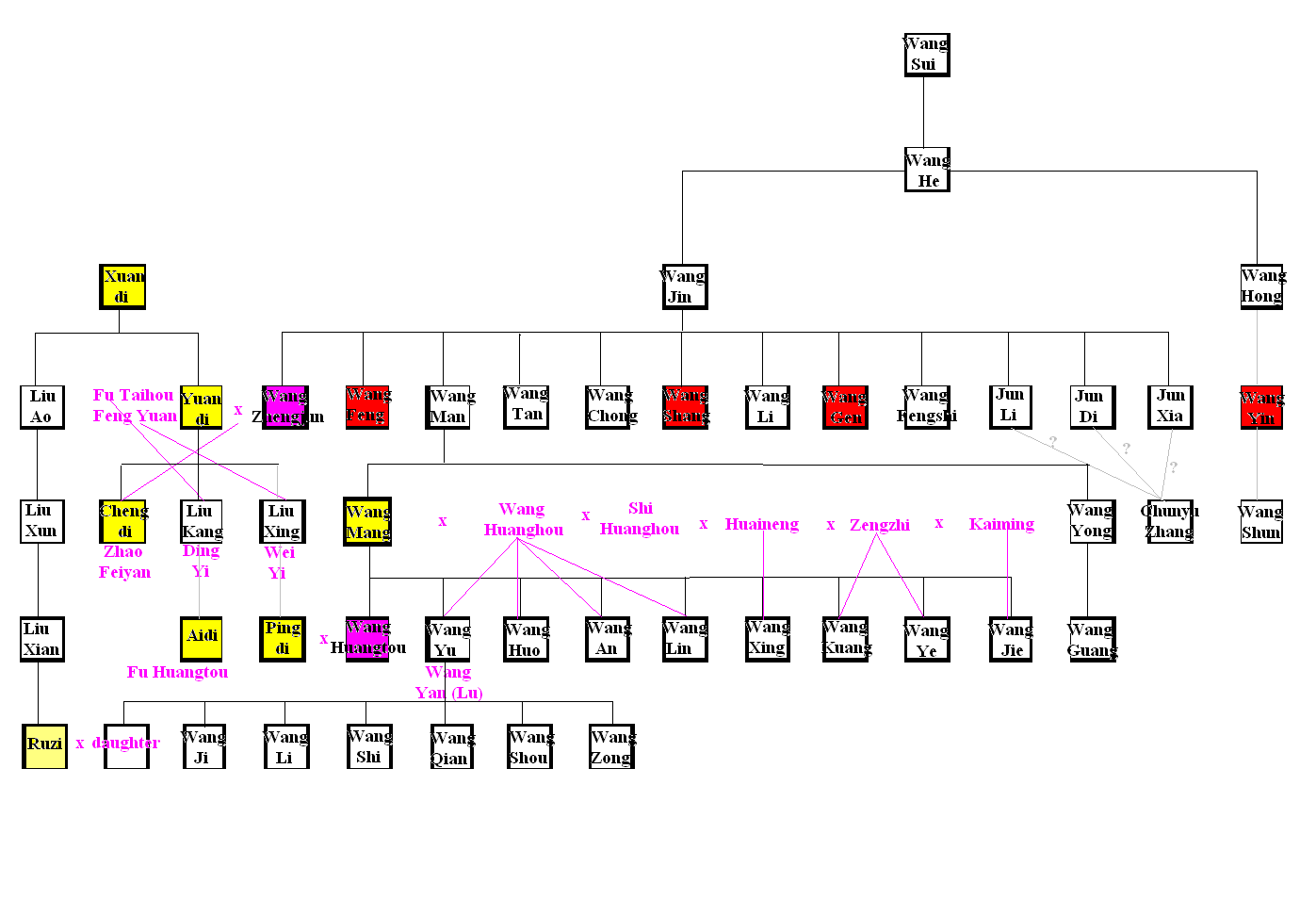
Stamboom van de familie Wang

Wang Lin (†21 na Chr.) was de vierde zoon van de Chinese keizer Wang Mang en zijn vrouw keizerin Wang. Toen zijn vader zich in 9 (na Chr.) tot keizer uitriep werd Wang Lin benoemd tot kroonprins, een positie die hij in het jaar 20 weer kwijtraakte. Daarna had hij een verboden relatie met een ex-bijvrouw van zijn vader. Toen die uitkwam pleegde hij in 21 zelfmoord.

## Biografie
Wang Lin was gehuwd met Wang Yin, een dochter van Liu Xin (46 v.Chr. - 23 na Chr.), een geleerde die behoorde tot de engste vertrouwelingen van keizer Wang Mang. Dit huwelijk was dan ook een blijk van de hechte band tussen hen beiden.
Wang Lin ontving in 4 na Chr. de adellijke titel markies van Shangdu (賞都侯, Shangdu hou) en in 8 de hogere rang van hertog van Baoxin (Baoxin gong, 褒新公). Toen Wang Mang zich in het jaar 9 tot keizer verklaarde, ontving Wang Lin de titel Tongyi Yang wang (統義陽王) met leengoederen in Loyang en werd hij benoemd tot kroonprins. Op dat moment was Wang An de oudste nog levende zoon van Wang Mang. Zijn twee oudere zonen, Wang Yu en Wang Huo hadden eerder zelfmoord gepleegd. Toch werd niet Wang An maar Wang Lin benoemd tot kroonprins, omdat Wang An volgens juan 99 van het Boek van de Han (Hanshu) geen normale intelligentie bezat.
Rond het jaar 20 kreeg het rijk te maken met droogte, een sprinkhanen- en een rupsenplaag. In de zomer van dat jaar bracht een windvlaag schade toe aan het woongedeelte van het keizerlijk paleis. Volgens Wang Mang was dit een voorteken dat duidelijk maakte dat er een relatie was tussen de natuurrampen en zijn eigen handelen. Door zijn jongste zoon tot kroonprins te benoemen en zo Wang An als oudere zoon te passeren, had hij niet voldaan aan de confucianistische regel van het juiste gebruik van namen. Een terugkeer naar een harmonieuze samenleving zou alleen mogelijk zijn als Wang An alsnog kroonprins werd. Wang Lin raakte vervolgens die positie kwijt.
Hierna kreeg Wang Lin opdracht om voor zijn zieke moeder te zorgen. Daar had hij een seksuele relatie met haar dienstmaagd Yuanbi (原碧). Deze relatie was verboden, omdat zij eerder een bijvrouw (侍妾, shiqie) van zijn vader, keizer Wang Mang was geweest. Uit angst dat de relatie bekend zou raken, besloot Wang Lin zijn vader te doden. Toen dat complot uitlekte bekende Yuan Bi na ondervraging het overspel. Hierop pleegde Wang Lin in 21 zelfmoord. Waarschijnlijk maakte toen ook zijn vrouw een einde aan haar leven.